# Campestre de Goiás
Pour les articles homonymes, voir Campestre.
Campestre de Goiás est une municipalité brésilienne de l'État de Goiás et la microrégion de la Vallée du Rio dos Bois.